# Barholm
Barholm est un village du Lincolnshire, en Angleterre.